# Gino

Gino fue una telenovela Argentina que se emitió por Canal 13 en 1996. Protagonizada por Arnaldo André, Katja Alemann y Enzo Viena.

## Sinopsis
Gino (Arnaldo André) tiene una de las verdulerías más conocidas del barrio. Además está casado con una mujer muy particular (Katja Alemann), y él será el responsable de llevar adelante la casa, los hijos y los enredos familiares. 

## Elenco
- Arnaldo André - Gino
- Katja Alemann - Pilar
- Enzo Viena  - Luis Enrique
- Cristina Alberó - Micaela
- Alejandra Da Passano  - Rosa
- Victoria Onetto - Samantha
- Hernán Caire - Diego
- Sebastián Estevanez - Rolo
- Lisandro Carret - Luciano
- Betty Villar - Mey
- Aldana Jussich - Catalina
- Iván Campodónico - Matías
- Diego Ramos - Víctor
- Carlos Barris - Doctor
- Nicolás Scarpino - Sergio
- Federico Cánepa - Pedro
- Ezequiel Bogosián - Néstor Fuentes
- Alejandra Abreu - Gladis
- Cristina Allende - Esther
- Ainara Cicunegui - Paloma
- Pablo Comelli - Federico
- Marcelo Cosentino - Germán
- Susana Di Gerónimo - Dorita
- Amancay Espíndola - Madre Superiora
- Jorge Esquivel - Médico
- Agustina Ferrari - Belén
- Adrián Galatti - Sebastián
- Alejandro Gancé - Beto
- Carina Garber - Fernanda
- Javier García
- Osvaldo García Fierro - Sacerdote
- Carlos Garric - Rodolfo
- Mónica Gazpio - Carmen
- Guillermo Gómez - Comisario
- Pietro Guggiana - Raúl
- Martín Karpan
- Silvia Korrs - Julieta
- Pablo Machado - Darío
- Adriana Magnaco - Analía
- Silvina Mañanes - Cecilia
- Jorge Mayorano - Ángel
- Edgardo Moreira - Carlos
- Camila Perissé
- Menchu Quesada - Hortensia
- Guillermo Quiroga - Ignacio
- Florencia Silvero - Margarita
- Carlos Villón - Pablo
- Lara Zimmermann- Valeria

- Datos: Q56704474